# Булавенко Віктор Олександрович
Ві́ктор Олекса́ндрович Була́венко (нар. 18 квітня 1990 — 16 серпня 2014) — молодший сержант Збройних сил України, учасник російсько-української війни.

## Життєвий шлях
Народився 1990 року в селі Новопетрівка (Великомихайлівський район, Одеська область). Закінчив 2007-го Златоустівську ЗОШ, курси водіїв в Березівському агроліцеї. Проживав у селі Златоустове, Одеська область, пройшов строкову службу в ЗСУ. Молодший сержант за контрактом, командир бойової машини, командир відділення 28-й окремої механізованої бригади.
З червня 2014-го перебував у зоні бойових дій. Загинув під час обстрілу терористами з РСЗВ «Град» біля села Благодатне (Амвросіївський район). Тоді ж полягли сержанти Костянтин Костенко, Олександр Топал, солдати Олександр Друзь, Микола Прудій й Олександр Цибульський.
Залишились батьки, дружина та донька 2011 р. н.
22 серпня 2014-го похований з військовими почестями в селі Златоустове, Березівський район.

## Нагороди та вшанування
За особисту мужність і героїзм, виявлені у захисті державного суверенітету та територіальної цілісності України, вірність військовій присязі під час російсько-української війни, відзначений — нагороджений
- орденом «За мужність» III ступеня (15.5.2015, посмертно)
- Його портрет розміщений на меморіалі «Стіна пам'яті полеглих за Україну» у Києві: секція 2, ряд 8, місце 31.
- Вшановується 16 серпня на щоденному ранковому церемоніалі вшанування українських захисників, які загинули цього дня у різні роки внаслідок російської збройної агресії[1]
- в квітні 2016 року на фасаді Златоустівської ЗОШ Віктору встановлено меморіальну дошку.